# The Idolmaster Million Live!
The Idolmaster Million Live! (アイドルマスター ミリオンライブ！ Aidorumasutā Mirion Raibu!?, oficialmente esterilizado como THE iDOLM@STER MILLION LIVE!), es un manga spin-off del videojuego de simulación The Idolmaster, comenzando con el juego del mismo nombre. La serie sigue a un nuevo grupo de idols que trabajan junto a los idols de 765 Productions con un productor de 765 Theatre Agency.
El juego original es un videojuego japonés de simulación de crianza de idols desarrollado y administrado por Bandai Namco Entertainment lanzado en la plataforma de red social GREE el 27 de febrero de 2013 para plataformas Android e iOS y para teléfonos básicos. Un juego de ritmo titulado Idolmaster Million Live! Theatre Days se lanzó el 29 de junio de 2017. El juego original finalizó su servicio el 18 de marzo de 2018, dejando a Theatre Days como el juego principal centrado en Million Live.
Una adaptación a serie de televisión de anime, producida por Shirogumi, se emitiò entre octubre y diciembre de 2023.

## Descripción general
Million Live! presenta 37 idols, trabajando junto a los 13 idols de 765 Production; Theatre Days suma dos idols más y una secretaria. En comparación con otros spin-offs de la serie The Idolmaster, los nuevos idols trabajan e interactúan con los ídolos de 765. El diseño general y gran parte de los elementos visuales están a cargo de A-1 Pictures, el mismo estudio de animación responsable de animar varios de la serie de anime Idolmaster.

## Contenido de la obra

### Videojuego

#### Juego de GREE
El juego era un simulador de crianza de ídolos gratuito en el que el jugador, como productor, entrenaba ídolos y los enviaba a trabajar en varios lugares y al mismo tiempo hacía más grande el 765 Production Theatre de las idols. Los ídolos se obtuvieron mediante la recolección de tarjetas clasificadas por rareza y divididas en tres categorías, Vocal, Danza y Visual, con una cuarta categoría, Ex, reservada para tarjetas especiales. Subir de nivel las cartas hizo que los ídolos fueran más fuertes, y las rarezas más altas podían alcanzar niveles más altos.
La versión para teléfonos básicos se suspendió el 2 de febrero de 2016; Se lanzó un cliente de escritorio ese mismo mes. El juego GREE se cerró el 19 de marzo de 2018.

#### Theatre Days
Un segundo juego titulado The Idolmaster Million Live! Theatre Days se lanzó el 29 de junio de 2017 para plataformas Android e iOS. Es un juego de ritmo y simulación, con modelos 3D, misiones de historia publicadas periódicamente y eventos de 'comunicación' de opción múltiple con las idols en la línea de los juegos originales de The Idolmaster.
Muchas de las cartas del juego original se reutilizan en Theatre Days.

### Anime
Una adaptación de la serie de televisión de anime de Million Live! se anunció durante la transmisión en vivo del tercer aniversario de Theatre Days.
Está animada por el estudio Shirogumi y dirigida por Shinya Watada, con composición de serie y guion de Yōichi Katō, diseños de personajes para la animación de Tetsuya Ishii y Kaori Tsuta.
La serie se estrenó el 8 de octubre de 2023, TV Tokyo y otras cadenas. Contando con un total de 12 episodios. Crunchyroll obtuvo la licencia de la serie para transmitirla fuera de Asia.
Antes de su emisión televisiva, la serie se estrenó en cines en tres partes. La primera parte se proyectó del 18 de agosto al 7 de septiembre; la segunda parte del 8 al 28 de septiembre; y la tercera parte del 29 de septiembre al 19 de octubre de 2023.
Un episodio OVA titulado The Idolmaster Million Live!: The Backstage fue lanzado el 29 de marzo de 2024.